# Catapoecilma zephyria
Catapoecilma zephyria är en fjärilsart som beskrevs av Hans Fruhstorfer 1915. Catapoecilma zephyria ingår i släktet Catapoecilma och familjen juvelvingar. Inga underarter finns listade i Catalogue of Life.